# Región de Benadir
Benadir (somalí: Banaadir, árabe: بنادر, Banādir) es una región de Somalia.
El 13 de julio de 1998 los líderes de diversas facciones somalíes (Husayn Muhammad Aydid, Ali Mahdi Muhammad, Uthman Hasan Ali, alias Uthman Ato, y Muhammad Qanyareh Afrah) establecieron un acuerdo de siete puntos firmado en Mogadiscio por el cual se formó el Alto Comité para la Administración de Benadir dirigido por dos presidentes, Husayn Muhammad Aydid y Ali Mahdi Muhammad, y dos vicepresidentes, Uthman Hasan Ali y Muhammad Qanyareh Afrah. El Alto Comité velaría por los intereses de la región de Benadir y decidiría sobre todos los asuntos regionales, incluso formulando leyes y dictando órdenes. La región de Benadir tomaba fuerza legal a partir del 18 de julio de 1998 y se abrían el puerto y aeropuerto de Mogadiscio. No se estableció ninguna bandera regional.
- Datos: Q806070
- Multimedia: Banaadir Region / Q806070